# 발디스 자틀레르스
발디스 자틀레르스(라트비아어: Valdis Zatlers, 1955년 3월 22일~)는 라트비아의 전직 내과 의사로, 2007년부터 2011년까지 제7대 라트비아의 대통령이었다. 그는 2007년 5월 31일에 치러진 대통령 선거에서 당선되었으며, 7월 8일 대통령으로 취임하였다. 2011년 은행장 출신의 안드리스 베르진슈에게 패하였다.

## 일생
자틀레르스는 1979년 리가 의과대학을 졸업한 정형외과 의사였다. 대학교를 졸업한 그는 리가 제2병원에서 근무했다. 자틀레르스는 1986년 체르노빌 참사 당시, 청소 작업을 지원하는 의료봉사자로서 파견되었다.
그는 1994년부터 라트비아 외상과 정형외과 병원의 이사로 재직했고, 1998년부터 2002년까지 이사회장을 맡았다. 2007년 4월 27일 그는 라트비아에서 환자를 돌보고 정형외과를 진흥시킨 것에 대한 공로로 4등급의 삼성훈장(라트비아어: Triju Zvaigžņu ordenis)을 수여받았다.

### 정치 활동
1988년부터 1989년까지 자틀레르스는 라트비아 인민전선의 일원이었다. 자틀레르스는 어떠한 정당에도 속하지 않았지만, 자신은 1998년 라트비아 국민당 창당에 서명했다. 2007년 5월 22일 그는 대통령 후보로 출마했다.
2011년 5월 28일 그는 정치인들의 부패를 억제하기 위해 급진적 개혁을 해야 한다고 주장했다. 같은해 7월, 자틀레르스는 사에이마를 조기해산권을 사용해 해산하는 것에 대한 국민투표를 진행했고, 이에 많은 국민들이 조기해산에 찬성했으나, 자틀레르스가 대선에서 안드리스 베르진슈에게 패하며, 취소되었다,
안드리스 베르진슈에게 패한 후, 자틀레르스는 개혁당을 창당하였다.